# Roberto Damiani
Pour les articles homonymes, voir Damiani.
Roberto Damiani (né le 21 avril 1959 à Castellanza) est un directeur sportif d'équipes cyclistes italien. Il exerce cette activité au sein de l'équipe française Cofidis depuis 2018. Il a auparavant dirigé notamment l'équipe d'Italie espoirs de 1996 à 1998 et les équipes professionnelles Mapei-Quick Step, Fassa Bortolo, Liquigas, Omega Pharma-Lotto, Lampre-ISD.

## Biographie
Roberto Damiani est coureur amateur jusqu'à 23 ans puis devient directeur sportif de son club. Jusqu'en 1995, il exerce également la profession d'agent d'assurance. De 1996 à 1998, il est sélectionneur de l'équipe d'Italie espoirs, avec laquelle il remporte le championnat du monde par l'intermédiaire d'Ivan Basso,.
En 1999, il intègre les rangs professionnels en devenant directeur sportif de l'équipe Riso Scotti. Il rejoint en 2000 l'équipe Mapei-Quick Step, où il encadre les jeunes coureurs, parmi lesquels Fabian Cancellara, Michael Rogers, Filippo Pozzato, Evgueni Petrov, Luca Paolini, Laszlo Bodrogi. Il dirige ensuite les équipes Fassa Bortolo (2003-2004), Liquigas (2005), LPR (2006).
En 2007, il est engagé par l'équipe belge Predictor-Lotto, nommée ensuite Silence-Lotto (2008-2009) et Omega Pharma-Lotto (2010). En avril 2011, Roberto Damiani et Omega Pharma-Lotto rompent le contrat qui les lie et Damiani devient manager de l'équipe Lampre-ISD, dont certains dirigeants et coureurs sont alors visés par une enquête sur des pratiques de dopage.
En 2014, il devient l'un des directeurs sportifs de l'équipe américaine UnitedHealthcare, pour laquelle il a travaillé occasionnellement en 2013. Il y retrouve Hendrik Redant, ancien directeur sportif de l'équipe Omega Pharma-Lotto. En 2016, il est manager de GM Europa Ovini. En 2017, il encadre l'équipe autrichienne Team Tirol. De 2013 à 2017, il est également président de l'US Legnanese (it), club de Legnano qui organise notamment la Coppa Bernocchi.
En fin d'année 2017, il rejoint l'équipe française Cofidis, à la demande du nouveau manager de celle-ci, Cédric Vasseur, afin de la relancer après plusieurs saisons difficiles. Il est engagé avec elle jusqu'en 2021.